# Kékesedő likacsosgomba
A kékesedő likacsosgomba (Postia caesia) a likacsosgombafélék családjába tartozó, világszerte elterjedt, korhadó fenyőtörzseken élő, nem ehető gombafaj. 

## Megjelenése
A kékesedő likacsosgomba taplószerű termőteste félkör vagy kagyló alakú, 1-5 cm széles és max. 1 cm vastag. Felszíne finoman szőrözött és többé-kevésbé zónázott. Széle éles, esetenként hullámos. Színe kezdetben fehér, de hamarosan kékesszürkésre változik; pereme világosabb. 
Kb. 5 mm vastag termőrétege pórusos, amelyek viszonylag sűrűn helyezkednek el (4-5 pórus/mm). Színe fehéres vagy kékes kékes árnyalatú. 
Húsa kékesfehér, fiatalon puha, szivacsos. Íze és szaga nem jellegzetes.
Spórapora nagyon halványan kék árnyalatú fehér. Spórája kolbász alakú, sima, mérete 4-5 x 0,7-1 µm.

### Hasonló fajok
Színe és szivacsos állaga könnyen felismerhetővé teszi.  

## Elterjedése és termőhelye
Az Antarktisz kivételével minden kontinensen előfordul. Magyarországon elterjedt.
Fenyvesekben található meg, a korhadó fatörzsek anyagát bontja. Termőteste egész évben látható, spórái ősz végére érnek be. 

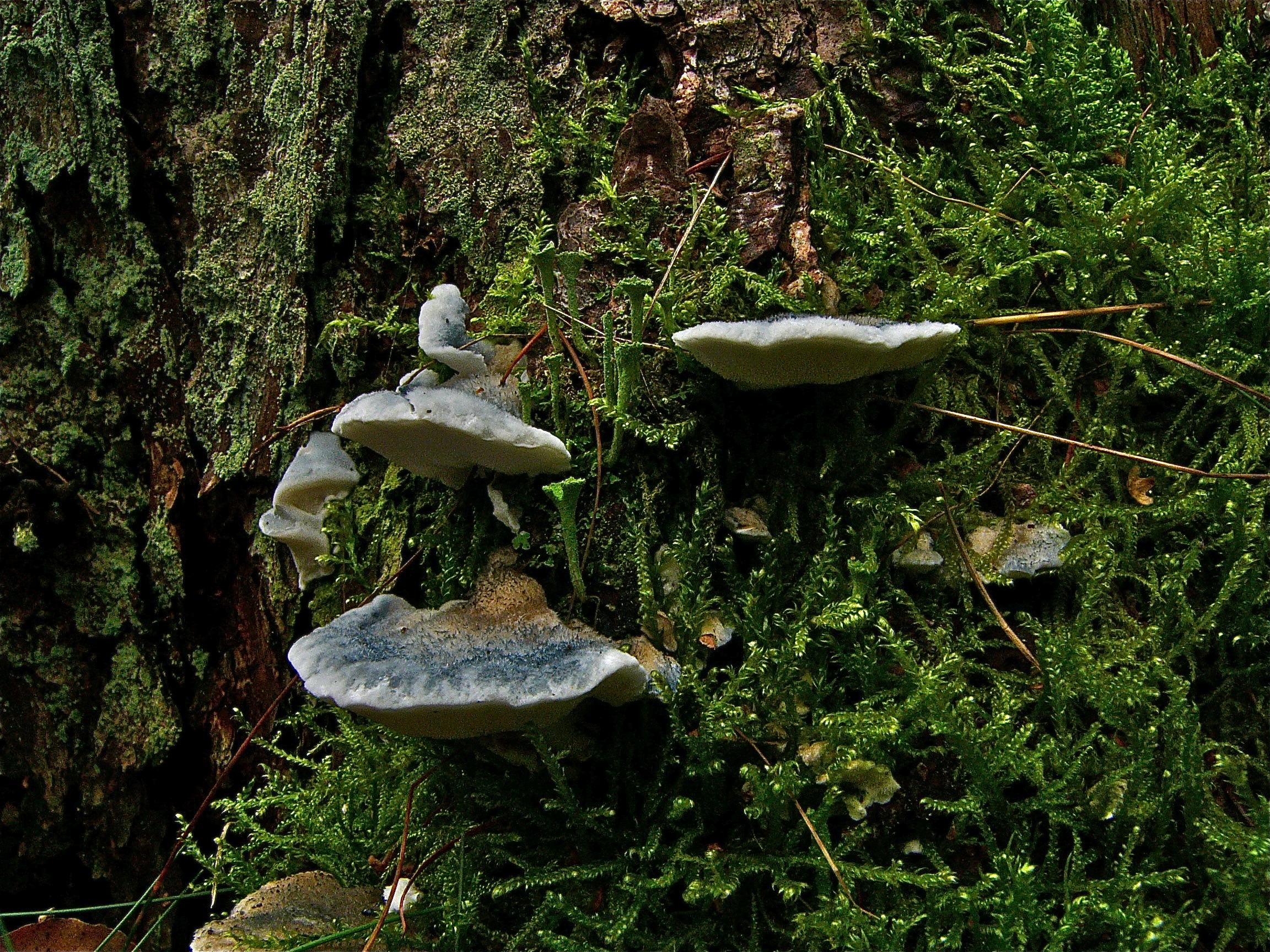
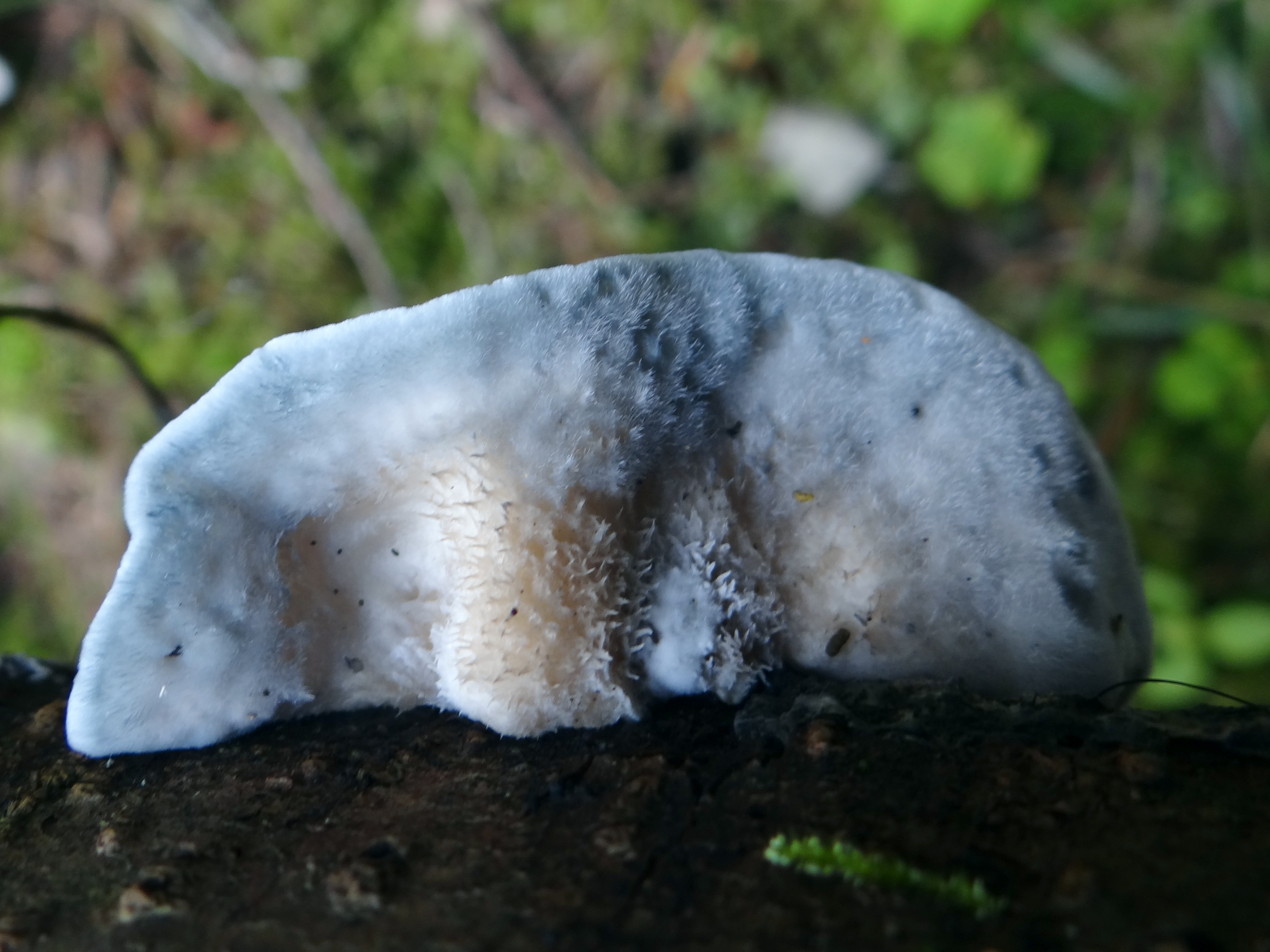
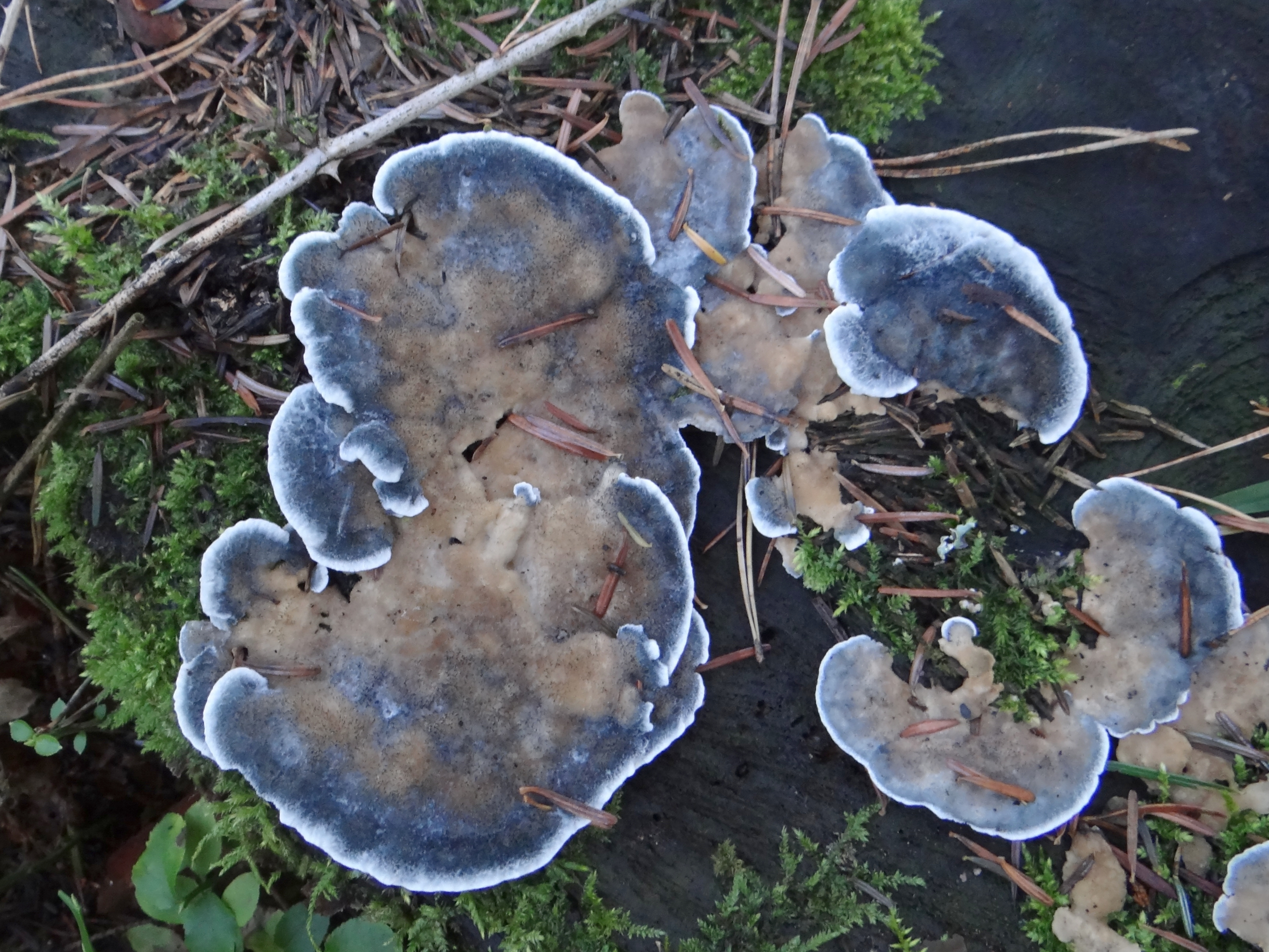
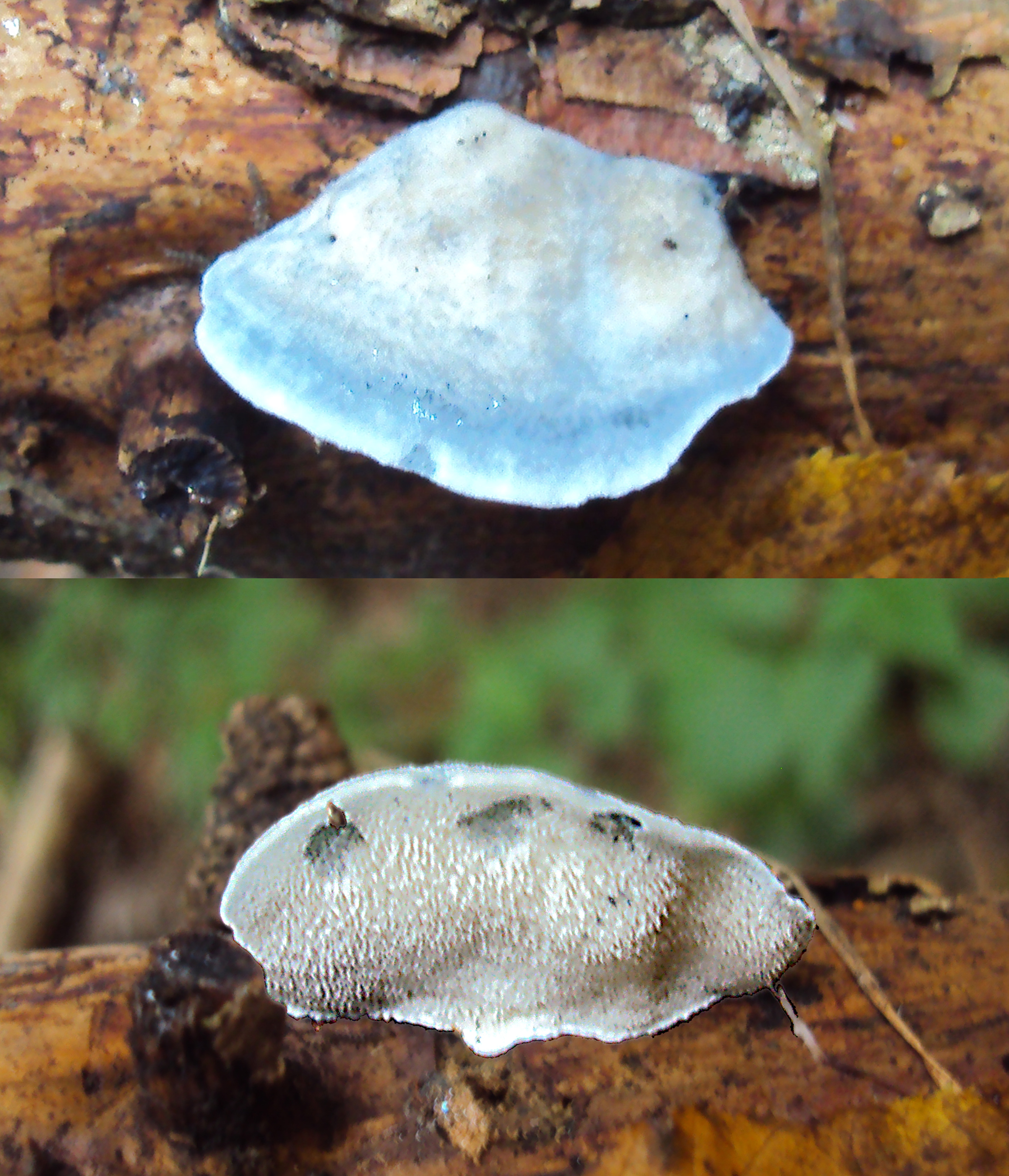
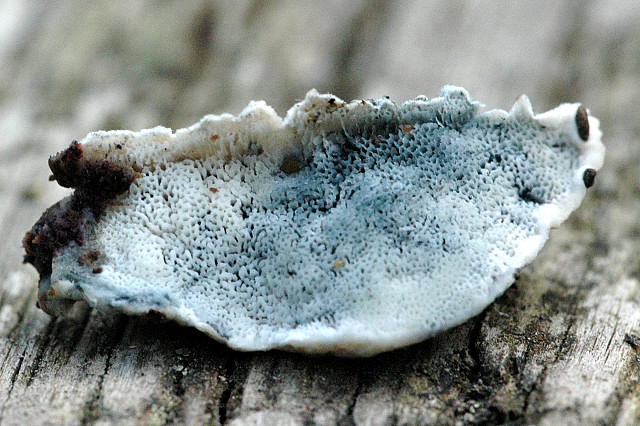

Nem ehető. 